# Eukiefferiella isigaefeus
Eukiefferiella isigaefeus är en tvåvingeart som beskrevs av Sasa och Suzuki 2000. Eukiefferiella isigaefeus ingår i släktet Eukiefferiella och familjen fjädermyggor. Inga underarter finns listade i Catalogue of Life.